# Bill Wirtz
William Wadsworth "Bill" Wirtz, känd under öknamnet "Dollar Bill" , född 5 oktober 1929, död 26 september 2007, var en amerikansk företagsledare som ledde den amerikanska konglomeratet Wirtz Corporation, som kontrollerar bland annat ishockeyorganisationen Chicago Blackhawks i National Hockey League (NHL) och inomhusarena United Center (50%) i Chicago i Illinois.
Wirtz var ytterst kontroversiell under de år han styrde Blackhawks. Dels hans illvilja att visa Blackhawks hemmamatcher på TV och dels vara snål att inte värva stjärnspelare eller vilja betala för att behålla sina bästa spelare. Wirtz var också i maskopi tillsammans med NHLPA-bossen Alan Eagleson om att lura Bobby Orr, som anses vara tidernas bästa ishockeyback, från att byta från Boston Bruins till Blackhawks. De två utövade påtryckningar på Orr och fick tro att Wirtz och Blackhawks gav det bästa kontraktserbjudandet. I efterhand framkom det dock att Bruins hade erbjudit Orr det bästa, kontraktet beskrevs som ett av dåtidens mest lukrativaste spelarkontrakten i sportvärlden, där det inkluderade en aktiepost på 18,5% i Bruins. Att inte låta TV visa Blackhawks hemmamatcher i Illinois skapade en sån frustration bland supportrarna, att han utsågs årligen till en av de värsta ägarna i nordamerikansk sport och blev ständigt beskylld för att vara anakronistisk. När Wirtz avled i cancer i september 2007, Blackhawks valde att ha en tyst minut innan säsongspremiären i United Center efterföljande månad. Fansen visade dock sitt förakt mot Wirtz och buade istället för att vara tysta. Hans ena son Peter Wirtz blev utsedd till efterträdaren för Wirtz Corporation och Blackhawks, det varade dock bara en dag innan Peter Wirtz lämnade över till sin bror Rocky Wirtz. Rocky Wirtz var dock snabb på att förhandla fram ett TV-avtal om att sända Blackhawks hemmamatcher återigen till supportrarna.
Han ledde också NHL:s styrorgan Board of Governors i 18 år och var den som såg till att World Hockey Association blev fusionerad med NHL på slutet av 1970-talet.
År 1972 köpte fadern och fastighetsmagnaten Arthur Wirtz och ett konsortium basketorganisationen Chicago Bulls (NBA) för 5,1 miljoner dollar och han ägde den fram till hans död 1983. Två år senare sålde Bill Wirtz Bulls till Jerry Reinsdorf för 9,1 miljoner dollar.
Wirtz avlade en kandidatexamen vid Brown University. Hans privata förmögenhet var, vid sin död, uppskattad till mer än 550 miljoner amerikanska dollar.